# Bye Bye Birdie
Bye Bye Birdie is een Amerikaanse muziekfilm uit 1963 onder regie van George Sidney. De film is gebaseerd op een musical van Michael Stewart, die in 1960 op Broadway te zien was. De film werd een kassucces en werd twee keer genomineerd voor een Academy Award.
De film betekende voor actrice-zangeres Ann-Margret haar grote doorbraak. Dick Van Dyke en Paul Lynde, allebei acteurs uit de film die ook in de musical te zien waren, waren niet tevreden met de film, omdat, volgens Van Dyke, de aandacht te veel gericht was op Ann-Margret.

## Verhaal
Rockster Conrad Birdie, die veel weg heeft van Elvis Presley, laat de harten van alle tienermeiden smelten. Wanneer hij het leger in moet, eindigt meteen daarbij Alberts carrière als songwriter en staken al de meiden in Washington. Rosie DeLeon, Alberts secretaresse en bijna verloofde, komt met een idee. Het is haar bedoeling om Birdie nog één liedje te laten zingen, dat geschreven is door Albert, voor de nationale televisie op de Ed Sullivan-show. Hierbij moet Birdie afscheid nemen door één vrouwelijke fan te zoenen. Kim McAfee wordt, vlak nadat ze een vaste relatie is aangegaan met Hugo Peabody, geselecteerd. Ondertussen heeft Albert zo zijn problemen, wanneer hij zijn angstaanjagende moeder moet vertellen dat hij gaat trouwen met Rosie.
Wanneer de Ed Sullivan-show bezet blijkt te zijn, wordt een klein stadje in Ohio als nieuwe locatie gekozen. Birdie wordt hier een sensatie, wat ook verschillende conflicten opwekt.

## Rolverdeling
| Acteur            | Personage           |
| ----------------- | ------------------- |
| Janet Leigh       | Rosie DeLeon        |
| Dick Van Dyke     | Albert F. Peterson  |
| Ann-Margret       | Kim McAfee          |
| Maureen Stapleton | Moeder Mae Peterson |
| Bobby Rydell      | Hugo Peabody        |
| Jesse Pearson     | Conrad Birdie       |
| Paul Lynde        | Harry McAfee        |
| Mary LaRoche      | Doris McAfee        |
| Michael Evans     | Claude Paisley      |
| Robert Paige      | Bob Precht          |
| Gregory Morton    | Maestro Borov       |
| Bryan Russell     | Randolph McAfee     |
| Milton Frome      | Mr. Maude           |
| Ed Sullivan       | Zichzelf            |
| Kim Darby         | Student             |

## Ontvangst
De film lokte in Nederland destijds wisselvallige reacties uit van de pers. De meeste critici waren unaniem eens dat het verhaal flinterdun is en het spel van de acteurs, met enige uitzondering, te wensen overlaat; sommigen schreven echter met enkele bewondering voor het entertainmentgehalte van de film en erkenden dat de makers van Bye Bye Birdie de doelgroep succesvol hebben bereikt. 
Recensent van Het Parool schreef een negatieve review: "Onder de acteurs treft men de kundige Maureen Stapleton aan in een dwaas moederrolletje - en ook Dick van Dyke, maar lang zo leuk niet als in zijn tv-show, die in een half uur meer esprit biedt dan deze film in twee uur. Laten we zeggen dat Bye Bye Birdie een enorm gekleurd paasei is, heel zachtgekookt."
Ook criticus van De Tijd was niet onder de indruk en schreef: "De opzet is kennelijk satirisch bedoeld en de regisseur George Sidney, die zich overigens de vergeefse moeite heeft bespaard om van het infantiele verhaaltje nog iets te maken, heeft voor een paar uitstekende dans- en shownummers gezorgd, waarin de fraaie decors, het gedurfde gebruik van camera, kleur en trucopnamen, de goede choreografie en een vlotte montage opvallen. Van de medewerkenden Dick van Dyke, het nieuwe sterretje Ann-Margret, Bobby Rydell en Jesse Pearson valt, met uitzondering van Janet Leigh, niet zoveel goeds te vertellen. En of men zich, zoals bijvoorbeeld met Singin' in the Rain het geval is, na meer dan tien jaar, of zelfs maar tien weken, nog een scène uit Bye Bye Birdie zal kunnen herinneren, valt sterk te betwijfelen."
Recensent van De Telegraaf was ietwat positiever gestemd over de musical schreef: "Het is een ongeschreven wet bij het verschijnen van de held in wiegende beweging te geraken en vervolgens het bewustzijn te verliezen. George Sidney heeft er in zijn musical op een amusante manier de spot mee gedreven. 't Is alles natuurlijk hyper-Amerikaans en er is allerlei bijwerk dat minder interesseert - ook al omdat de acteurs-prestaties niet superieur zijn - maar het is fris en vrolijk en de teenagers zullen er ongetwijfeld van genieten."
Criticus van De Volkskrant noemde de film "de gebruikelijke, gladde verfilming van een Broadway-succes: amusement rond een gewichtloos verhaaltje, dat in vrij kinderlijke stijl wordt gespeeld, gezongen en gedanst. Wie de zaak nader wil bekijken - maar het staat iedere toeschouwer vrij dat al of niet te doen - ontdekt echter dat deze musical wemelt van de Amerikaanse complexen, die hier zoal niet aangevallen, dan toch de bedrijven door heel listig ontwapend worden. [..] Voor wie voor onvergelijkelijk Amerikaans theaterwerk voelt en voor wie zich in een romantisch schuimbad wil dompelen, heeft Bye Bye Birdie veel te bieden."

## Nummers
De volgende nummers werden in de film gezongen:
1. "Bye Bye Birdie" – Kim
2. Opening Credits – Columbia Studio Orchestra, Johnny Green
3. "The Telephone Hour" - Kids
4. "How Lovely to Be a Woman" – Kim
5. "We Love You Conrad" (Film Version)
6. "Honestly Sincere" – Conrad
7. "Hymn for a Sunday Evening" – Kim, Doris, Harry, Randolph
8. "One Boy" – Kim, Rosie, Hugo
9. "Put On a Happy Face" – Rosie, Albert
10. "Kids" – Harry, Randolph, Mae, Albert
11. "One Last Kiss" (Gym Rehearsal Outtake) – Conrad
12. "A Lot of Livin' to Do" – Conrad, Kim, Hugo
13. Shriner's Ballet – Columbia Studio Orchestra, Johnny Green
14. "One Last Kiss" – Conrad
15. "Rosie" – Albert, Rosie, Kim, Hugo
16. "Bye Bye Birdie" (Reprise) – Kim